# Ana Carlota de Lorena
Ana Carlota de Lorena (en francés: Anne-Charlotte de Lorraine, Lunéville, 17 de mayo de 1714 - Mons, 7 de noviembre de 1773), fue la hija menor de los catorce hijos de Leopoldo I de Lorena, y su esposa Isabel Carlota de Borbón-Orleans. Su madre era la sobrina del rey Luis XIV de Francia, y hermana de Felipe II de Orleans, regente de Francia durante la minoría de Luis XV.

## Primeros años de vida
Ana Carlota nació en el Castillo de Lunéville, ya que la capital de Lorena; Nancy, fue ocupada por las tropas francesas de Luis XIV, debido a la Guerra de Sucesión Española. En el momento de su nacimiento, tenía tres hermanos y una hermana con vida: Leopoldo Clemente, heredero al trono después de la muerte de Luis en 1711, Francisco Esteban nacido en 1708, Isabel Teresa nacida en 1711, y luego Carlos Alejandro nacido en 1712. En 1718 su madre perdió una hija que murió poco después de nacer.
Ana Carlota tenía siete años y medio cuando viajó junto con su madre y sus hermanos a la corte francesa de su familia materna, la Real Casa de Borbón, para asistir a la coronación de Luis XV. Allí, conoció a su abuela, la duquesa viuda Isabel Carlota del Palatinado, quién dijo que Ana Carlota era una "pequeña belleza", además de que ella y sus hermanos se habían criado bien, y elogió a su madre por su instinto maternal. Algo muy poco frecuente para la época, ya que la madre de Ana insistió en que criar a sus hijos.

## Negociaciones de matrimonio con el rey de Francia
En 1723 el padre de Ana, Leopoldo, decepcionado de sus relaciones con Francia, decidió enviar a su heredero a terminar su formación en Viena bajo la custodia de Carlos VI, emperador del Sacro Imperio Romano. Leopoldo tenía secretamente la esperanza de que su hijo se casará con la heredera del emperador, la archiduquesa María Teresa. El joven príncipe de 16 años murió ese mismo año y como resultado su hermano Francisco Esteban, se convirtió en el heredero de Lorena.
Dos años más tarde, la pareja ducal esperaba y trató ferozmente de conseguir que Ana se casará con el rey Luis XV, quien en ese momento tenía solo 15 años de edad. El primer ministro del rey, y gran rival de la Casa de Orleans, luchó ferozmente para detener el matrimonio, ya que habría disminuido su influencia sobre el joven rey. A pesar de los planes del primer ministro, la polaca María Leszczynska fue elegida como la esposa del monarca. Los padres de Ana fueron insultados con esa decisión, debido al hecho de que la hija de un exiliado polaco se convertiría en reina y no alguien que era francesa.

## Vida posterior
Todas las propuestas de matrimonio se ignoraron o disminuyeron, y Ana se hizo abadesa de la prestigiosa Abadía de Remiremont  el 10 de mayo de 1738. Remiremont había sido previamente la "propiedad" de su hermana mayor Isabel Carlota (que murió antes de que ella naciera) que era la abadesa titular de la prestigiosa abadía que tenía muchas conexiones con la Casa de Lorena.
Su nuevo título causó irritación entre algunos príncipes soberanos desde la abadía, solo compuestos de damas de la alta nobleza y de la que el dominio del tiempo incluye un gran número de ciudades.
Ana murió en Mons en la actual Bélgica, a la edad de 59 años. Fue enterrada en la cripta ducal de Lorena, la Iglesia de Saint-François-des-Cordelier.

## Ancestros
|  |                                       |  |  |  |  |  |  |  |  |  |  |  |  |  |  |  |
|  | 16. Francisco II de Lorena            |  |  |  |  |  |  |  |  |  |  |  |  |  |  |  |
|  |                                       |  |  |  |  |  |  |  |  |  |  |  |  |  |  |  |
|  |                                       |  |  |  |  |  |  |  |  |  |  |  |  |  |  |  |
|  | 8. Nicolás II de Lorena               |  |  |  |  |  |  |  |  |  |  |  |  |  |  |  |
|  |                                       |  |  |  |  |  |  |  |  |  |  |  |  |  |  |  |
|  |                                       |  |  |  |  |  |  |  |  |  |  |  |  |  |  |  |
|  | 17. Cristina de Salm                  |  |  |  |  |  |  |  |  |  |  |  |  |  |  |  |
|  |                                       |  |  |  |  |  |  |  |  |  |  |  |  |  |  |  |
|  |                                       |  |  |  |  |  |  |  |  |  |  |  |  |  |  |  |
|  | 4. Carlos V de Lorena                 |  |  |  |  |  |  |  |  |  |  |  |  |  |  |  |
|  |                                       |  |  |  |  |  |  |  |  |  |  |  |  |  |  |  |
|  |                                       |  |  |  |  |  |  |  |  |  |  |  |  |  |  |  |
|  | 18. Enrique II de Lorena              |  |  |  |  |  |  |  |  |  |  |  |  |  |  |  |
|  |                                       |  |  |  |  |  |  |  |  |  |  |  |  |  |  |  |
|  |                                       |  |  |  |  |  |  |  |  |  |  |  |  |  |  |  |
|  | 9. Claudia de Lorena                  |  |  |  |  |  |  |  |  |  |  |  |  |  |  |  |
|  |                                       |  |  |  |  |  |  |  |  |  |  |  |  |  |  |  |
|  |                                       |  |  |  |  |  |  |  |  |  |  |  |  |  |  |  |
|  | 19. Margarita Gonzaga                 |  |  |  |  |  |  |  |  |  |  |  |  |  |  |  |
|  |                                       |  |  |  |  |  |  |  |  |  |  |  |  |  |  |  |
|  |                                       |  |  |  |  |  |  |  |  |  |  |  |  |  |  |  |
|  | 2. Leopoldo I de Lorena               |  |  |  |  |  |  |  |  |  |  |  |  |  |  |  |
|  |                                       |  |  |  |  |  |  |  |  |  |  |  |  |  |  |  |
|  |                                       |  |  |  |  |  |  |  |  |  |  |  |  |  |  |  |
|  | 20. Fernando II de Habsburgo          |  |  |  |  |  |  |  |  |  |  |  |  |  |  |  |
|  |                                       |  |  |  |  |  |  |  |  |  |  |  |  |  |  |  |
|  |                                       |  |  |  |  |  |  |  |  |  |  |  |  |  |  |  |
|  | 10. Fernando III de Habsburgo         |  |  |  |  |  |  |  |  |  |  |  |  |  |  |  |
|  |                                       |  |  |  |  |  |  |  |  |  |  |  |  |  |  |  |
|  |                                       |  |  |  |  |  |  |  |  |  |  |  |  |  |  |  |
|  | 21. María Ana de Baviera (1574-1616)  |  |  |  |  |  |  |  |  |  |  |  |  |  |  |  |
|  |                                       |  |  |  |  |  |  |  |  |  |  |  |  |  |  |  |
|  |                                       |  |  |  |  |  |  |  |  |  |  |  |  |  |  |  |
|  | 5. Leonor María Josefa de Habsburgo   |  |  |  |  |  |  |  |  |  |  |  |  |  |  |  |
|  |                                       |  |  |  |  |  |  |  |  |  |  |  |  |  |  |  |
|  |                                       |  |  |  |  |  |  |  |  |  |  |  |  |  |  |  |
|  | 22. Carlos de Gonzaga-Nevers          |  |  |  |  |  |  |  |  |  |  |  |  |  |  |  |
|  |                                       |  |  |  |  |  |  |  |  |  |  |  |  |  |  |  |
|  |                                       |  |  |  |  |  |  |  |  |  |  |  |  |  |  |  |
|  | 11. Leonor Gonzaga-Nevers             |  |  |  |  |  |  |  |  |  |  |  |  |  |  |  |
|  |                                       |  |  |  |  |  |  |  |  |  |  |  |  |  |  |  |
|  |                                       |  |  |  |  |  |  |  |  |  |  |  |  |  |  |  |
|  | 23. María Gonzaga                     |  |  |  |  |  |  |  |  |  |  |  |  |  |  |  |
|  |                                       |  |  |  |  |  |  |  |  |  |  |  |  |  |  |  |
|  |                                       |  |  |  |  |  |  |  |  |  |  |  |  |  |  |  |
|  | 1. Ana Carlota de Lorena              |  |  |  |  |  |  |  |  |  |  |  |  |  |  |  |
|  |                                       |  |  |  |  |  |  |  |  |  |  |  |  |  |  |  |
|  |                                       |  |  |  |  |  |  |  |  |  |  |  |  |  |  |  |
|  | 24. Enrique IV de Francia             |  |  |  |  |  |  |  |  |  |  |  |  |  |  |  |
|  |                                       |  |  |  |  |  |  |  |  |  |  |  |  |  |  |  |
|  |                                       |  |  |  |  |  |  |  |  |  |  |  |  |  |  |  |
|  | 12. Luis XIII de Francia              |  |  |  |  |  |  |  |  |  |  |  |  |  |  |  |
|  |                                       |  |  |  |  |  |  |  |  |  |  |  |  |  |  |  |
|  |                                       |  |  |  |  |  |  |  |  |  |  |  |  |  |  |  |
|  | 25. María de Médici                   |  |  |  |  |  |  |  |  |  |  |  |  |  |  |  |
|  |                                       |  |  |  |  |  |  |  |  |  |  |  |  |  |  |  |
|  |                                       |  |  |  |  |  |  |  |  |  |  |  |  |  |  |  |
|  | 6. Felipe I de Orleans                |  |  |  |  |  |  |  |  |  |  |  |  |  |  |  |
|  |                                       |  |  |  |  |  |  |  |  |  |  |  |  |  |  |  |
|  |                                       |  |  |  |  |  |  |  |  |  |  |  |  |  |  |  |
|  | 26. Felipe III de España              |  |  |  |  |  |  |  |  |  |  |  |  |  |  |  |
|  |                                       |  |  |  |  |  |  |  |  |  |  |  |  |  |  |  |
|  |                                       |  |  |  |  |  |  |  |  |  |  |  |  |  |  |  |
|  | 13. Ana de Austria                    |  |  |  |  |  |  |  |  |  |  |  |  |  |  |  |
|  |                                       |  |  |  |  |  |  |  |  |  |  |  |  |  |  |  |
|  |                                       |  |  |  |  |  |  |  |  |  |  |  |  |  |  |  |
|  | 27. Margarita de Austria-Estiria      |  |  |  |  |  |  |  |  |  |  |  |  |  |  |  |
|  |                                       |  |  |  |  |  |  |  |  |  |  |  |  |  |  |  |
|  |                                       |  |  |  |  |  |  |  |  |  |  |  |  |  |  |  |
|  | 3. Isabel Carlota de Borbón-Orleans   |  |  |  |  |  |  |  |  |  |  |  |  |  |  |  |
|  |                                       |  |  |  |  |  |  |  |  |  |  |  |  |  |  |  |
|  |                                       |  |  |  |  |  |  |  |  |  |  |  |  |  |  |  |
|  | 28. Federico V del Palatinado         |  |  |  |  |  |  |  |  |  |  |  |  |  |  |  |
|  |                                       |  |  |  |  |  |  |  |  |  |  |  |  |  |  |  |
|  |                                       |  |  |  |  |  |  |  |  |  |  |  |  |  |  |  |
|  | 14. Carlos I Luis del Palatinado      |  |  |  |  |  |  |  |  |  |  |  |  |  |  |  |
|  |                                       |  |  |  |  |  |  |  |  |  |  |  |  |  |  |  |
|  |                                       |  |  |  |  |  |  |  |  |  |  |  |  |  |  |  |
|  | 29. Isabel Estuardo                   |  |  |  |  |  |  |  |  |  |  |  |  |  |  |  |
|  |                                       |  |  |  |  |  |  |  |  |  |  |  |  |  |  |  |
|  |                                       |  |  |  |  |  |  |  |  |  |  |  |  |  |  |  |
|  | 7. Isabel Carlota del Palatinado      |  |  |  |  |  |  |  |  |  |  |  |  |  |  |  |
|  |                                       |  |  |  |  |  |  |  |  |  |  |  |  |  |  |  |
|  |                                       |  |  |  |  |  |  |  |  |  |  |  |  |  |  |  |
|  | 30. Guillermo V de Hesse-Kassel       |  |  |  |  |  |  |  |  |  |  |  |  |  |  |  |
|  |                                       |  |  |  |  |  |  |  |  |  |  |  |  |  |  |  |
|  |                                       |  |  |  |  |  |  |  |  |  |  |  |  |  |  |  |
|  | 15. Carlota de Hesse-Kassel           |  |  |  |  |  |  |  |  |  |  |  |  |  |  |  |
|  |                                       |  |  |  |  |  |  |  |  |  |  |  |  |  |  |  |
|  |                                       |  |  |  |  |  |  |  |  |  |  |  |  |  |  |  |
|  | 31. Amalia Isabel de Hanau-Münzenberg |  |  |  |  |  |  |  |  |  |  |  |  |  |  |  |
|  |                                       |  |  |  |  |  |  |  |  |  |  |  |  |  |  |  |
|  |                                       |  |  |  |  |  |  |  |  |  |  |  |  |  |  |  |